# Burg Mühlhausen (Mühlhausen im Täle)
Die Burg Mühlhausen ist eine abgegangene Burg im nördlichen angrenzenden Bereich des Friedhofes von Mühlhausen im Täle im Landkreis Göppingen in Baden-Württemberg.
Die von den Herren von Mühlhausen erbaute Burg wurde im 12. Jahrhundert mit einem Perhtolfus de Mulhusen erwähnt. Im 18. Jahrhundert wurde die Burg abgebrochen. Der heutige Burgstall ist ein verflachter Burghügel mit Wall und Graben mit einer Burgfläche von 80 mal 80 Metern.

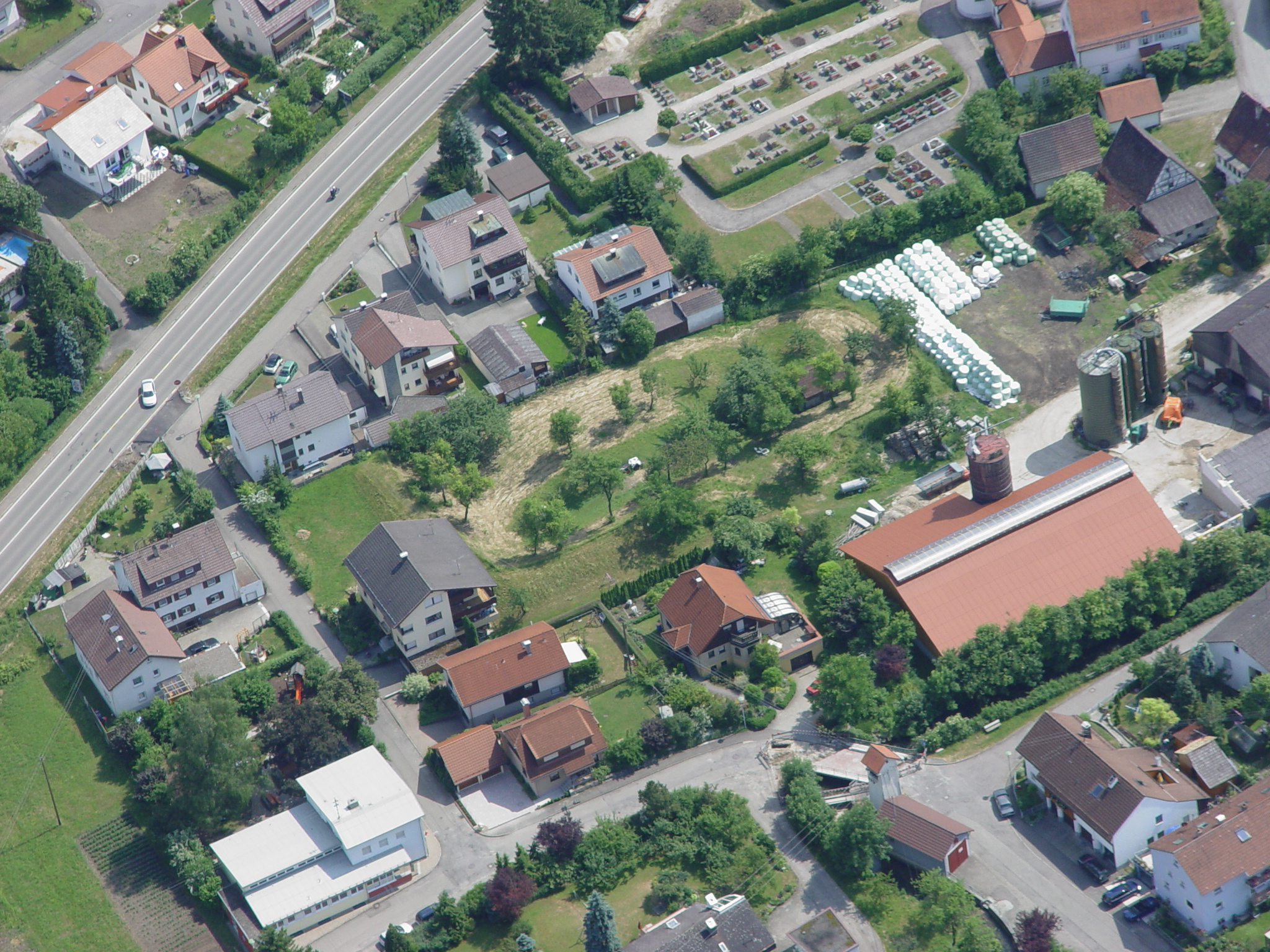
Luftbild des Burgstalls von Mühlhausen